# Géocoucou à ailes rousses
Neomorphus rufipennis
Espèce
Statut de conservation UICN

 LC  : Préoccupation mineure
Le Géocoucou à ailes rousses (Neomorphus rufipennis) est une espèce de géocoucous, oiseaux de la famille des Cuculidae.
Son aire de répartition s'étend sur le Venezuela, le Venezuela, le Guyana et le Brésil.
C'est une espèce monotypique (non subdivisée en sous-espèces).